# Anton Hefft

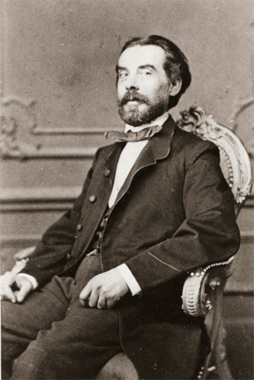
Anton Hefft

Anton Hefft (* 15. Dezember 1815 in Wien; † 23. Juli 1900 in Mauer) war ein österreichischer Architekt.

## Leben
Anton Hefft war der Sohn eines Tischlermeisters. Nach der Realschule besuchte er 1832–1833 das Polytechnikum. Schon 1833 wechselte er aber an die Akademie der bildenden Künste Wien um bei Peter von Nobile Architektur zu studieren. 1834 wurde er mit dem Gundel-Preis ausgezeichnet, 1836 mit dem Rosenbaum-Preis. Noch vor Abschluss des Studiums 1836 besuchte er erneut das Polytechnikum von 1835 bis 1838, um auch die technische Seite des Bauwesens gründlich zu beherrschen. Danach ging Hefft für mehrere Jahre in die Walachei.
1846 wurde Anton Hefft Mitglied des Niederösterreichischen Gewerbevereins, Abteilung Baukunst. Er wurde mit Erzherzog Albrecht bekannt, für den er in der Folge mehrere Bauaufträge ausführte. 1853 kehrte er nach Wien zurück. Er wurde 1861 Mitglied des Künstlerhauses, wo er später auch im Vorstand tätig war, und 1866 wirkliches Mitglied der Akademie der bildenden Künste Wien. 1881 wurde er mit dem Franz-Joseph-Orden ausgezeichnet.
Anton Hefft hatte mit seiner Frau Ludovika Hochfellner zwei Töchter, deren ältere mit dem Architekten Robert Raschka verheiratet war, mit dem Hefft auch zusammengearbeitet hatte. Im Alter lebte Hefft mittellos bei seiner Tochter in Mauer bei Wien.

## Werk
Das Werk von Anton Hefft ist mit nur relativ wenigen Bauten des frühen Historismus und aus der ersten Phase der Ringstraßenzeit fassbar. Die bekannten Bauten zeigen aber eine große Bandbreite verschiedenster Bauaufgaben, wie Villen, Wohn- und Geschäftshäuser, Kapellen, Theater, Bäder usw., die er flexibel in unterschiedlichen historistischen Stilformen umsetzte.

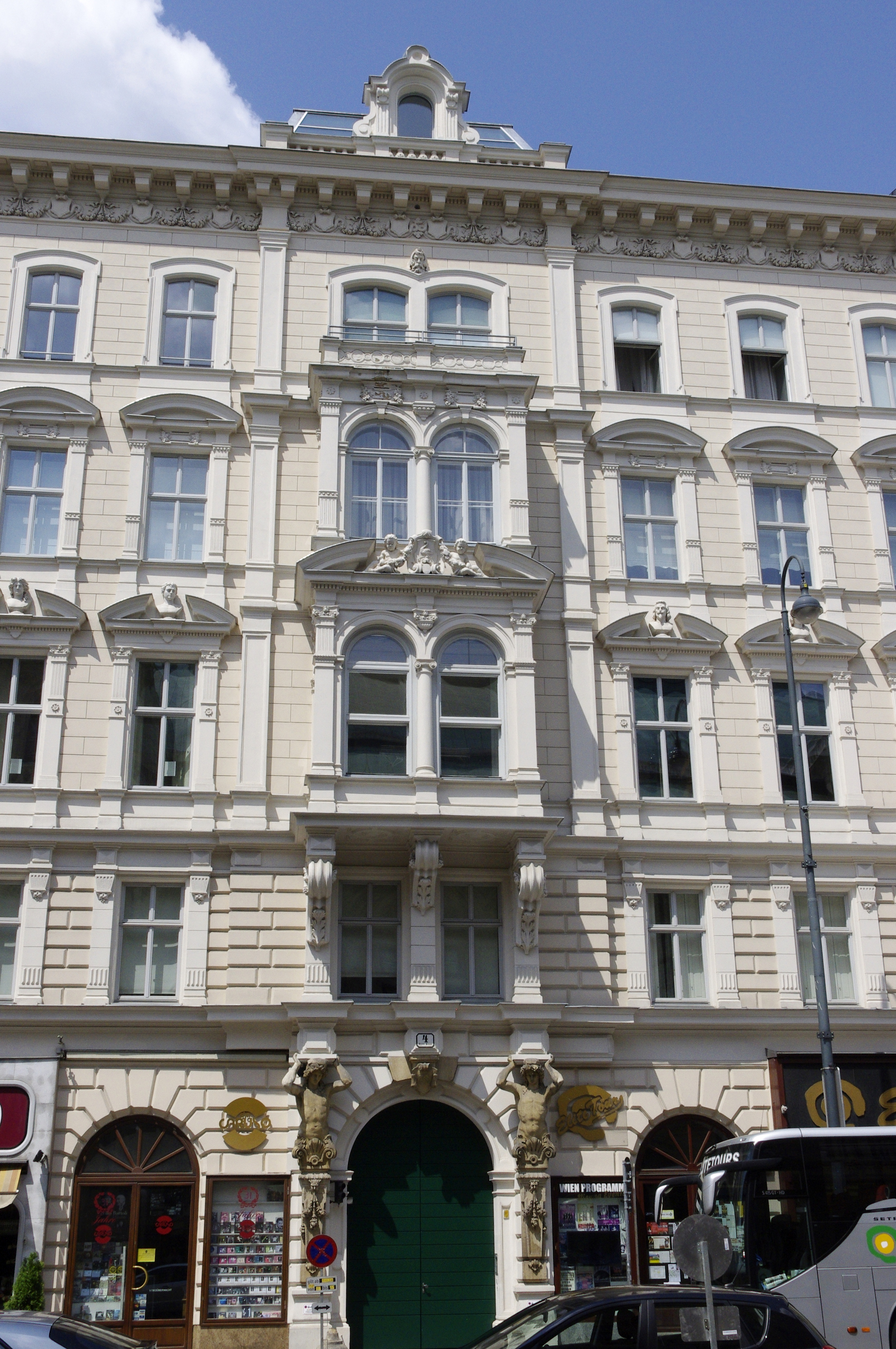
Operngasse 4 (1862–1864)

- Nationaltheater Bukarest (1852), Ausführung nach Plänen von Alexander Orascu
- Rudolfsvilla, Thalhofstraße 6, Reichenau an der Rax (1856–1857)
- Schlosskapelle der Weilburg, Baden (1857–1858), abgerissen
- Kapelle von Schloss Weikersdorf, Baden (1859–1860), heute Hotel
- Wohn- und Geschäftshaus, Operngasse 4, Wien 1 (1862–1864)
- Administrationsgebäude des ehemaligen Erzherzog Albrecht-Palais, Goethegasse 1 / Hanuschgasse 3, Wien 1 (1862–1863), früher Albrechtsgasse, Ausführung Anton Ölzelt
- Wohn- und Geschäftshaus, Schubertring 7, Wien 1 (1865–1866), Ausführung von Bauherrn Anton Ölzelt
- Fassadengestaltung des ehemaligen Palais Erzherzog Albrecht (Albertina), Albertinaplatz, Wien 1 (1865–1867), im Zweiten Weltkrieg zerstört, reduzierter wieder aufgebaut
- Kaltwasseranstalt „Rudolfsbad“, Reichenau an der Rax (1866), für Brüder Waisnix, 1969 abgetragen
- Landtagsgebäude, Brünn, Mähren (1870), mit Robert Raschka
- Kapelle Villa Epstein (für Erzherzog Rainer), Rainerweg 1–3, Baden (1875)
- Umbau Villa Erzherzog Albrecht, Arco